# اواومی
اواومی (به فرانسوی: Ho'oumi) یک منطقهٔ مسکونی در فرانسه است که در جزیره نوکو-هیوا واقع شده‌است. اواومی ۰٫۴۳۴ کیلومتر مربع مساحت دارد ۲۷۵ متر بالاتر از سطح دریا واقع شده‌است.